# Bersant Celina
Bersant Celina, född 9 september 1996 i Prizren, FR Jugoslavien (nuvarande Kosovo), är en norsk-kosovansk fotbollsspelare (mittfältare) som spelar för AIK i Allsvenskan.
Celina föddes i nuvarande Kosovo, men flyttade till Drammen när han var två år gammal.

## Klubblagskarriär
2012 erbjöds han ett stipendium av Manchester Citys akademi, där han tillbringade de kommande två åren.
Den 1 juli 2014 skrev han på sitt första proffskontrakt med Manchester City, kontraktet hade en varaktighet på tre år. Celina gjorde sin officiella debut mot Norwich City den 9 januari 2016 i FA-cupen. Han gjorde sin Premier League-debut i en 1–3 hemmaförlust mot Leicester City den 6 februari samma år. Den 21 februari gjorde han debut från start mot Chelsea på Stamford Bridge i den femte omgången av FA-cupen.
Den 9 september 2020 värvades Celina av franska Dijon, där han skrev på ett fyraårskontrakt.
Den 31 augusti 2023 lånades Celina ut till den svenska klubben AIK.

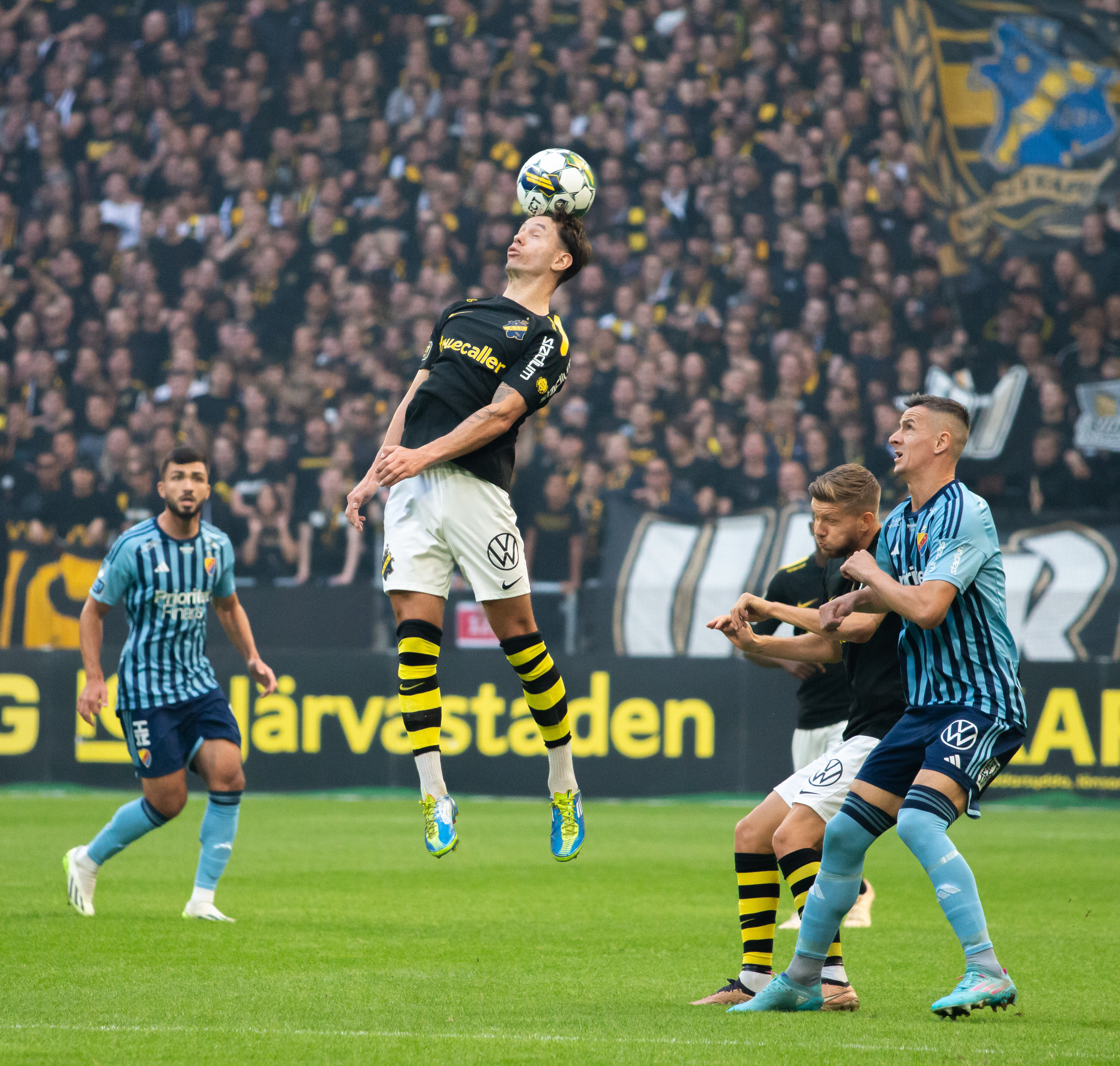
Celina i AIK under ett derby mot Djurgårdens IF, september 2023